# Carmen Junqueira
Carmen Sylvia de Alvarenga Junqueira (São Paulo, c. 1932) é uma antropóloga e professora brasileira.  

## Vida
Graduada em Ciências Políticas e Sociais (1959) pela Escola de Sociologia e Política de São Paulo, obteve o doutorado em   Ciências Sociais (1967) pela Universidade Estadual de Campinas (UNICAMP), por sua tese sobre Os Kamaiurá e o Parque Nacional do Xingu, sob a orientação do professor Fernando  Altenfelder Silva.
Especializou-se em etnologia e mitologia índigena e, desde 1965, tem realizado importantes estudos de campo sobre as sociedades indígenas do Brasil, tendo trabalhado com os kamaiurá, no Parque Indígena do Xingu, e com os cinta larga, no Parque Indígena do Aripuanã, ambos em Mato Grosso.
Participou da avaliação de projetos governamentais que envolviam grupos indígenas de Rondônia, Mato Grosso, Acre e Amazonas. Também realizou levantamentos básicos entre os kaingang, terena e guarani do estado de São Paulo.
É professora do Programa de Pós-graduação em Ciências Sociais da Pontifícia Universidade Católica de São Paulo  e  professora emérita da mesma universidade. É também membro do conselho indigenista da Fundação Nacional do Índio e consultora do Centro Brasileiro de Análise e Planejamento.

## Prêmios
- 2013 - Prêmio Fundação Darcy Ribeiro, Fundação Darcy Ribeiro.[6]
- 2012 - Medalha Roquete Pinto, Associação Brasileira de Antropologia.[7]
- 2004 - Medalha do Mérito Indigenista, Ministério da Justiça - Fundação Nacional do Índio.

## Escritos
Carmen Junqueira é autora de inúmeros livros e artigos publicados em periódicos brasileiro e estrangeiros. É também autora de capítulos de livros, além de organizadora de várias obras coletivas.

### Livros publicados
- Kapi, uma liderança clânica e afim (com Renan Albuquerque e Josias Sateré). Edua/Ufam, 2020.
- Carmen e os Kamaiurá. Alexa Cultural. 2019. ISBN 978-8554670733
- O Tacape do Diabo (com Eunice Paiva, Renan Albuquerque e Gerson Ferreira). Edua/Ufam, Manaus/AM, 2018.
- Brincando de Onça e de Cutia Entre os Sateré-Mawé (com Renan Albuquerque). Amazonas, EDUA/UFAM: 2017.
- O Pajé e a Antropóloga (org. Renan Albuquerque). Amazonas, EDUA/UFAM, 2017.
- Antropologia Indígena: Uma (nova) introdução. 2ª ed. São Paulo: EDUC, 2008. ISBN 978-8528300147
- KAMAIURÁ, Wari ; KAMAIURÁ, Aisananin Páltu. Cultura Kamaiurá. Cuiabá: EDUFMT, 2007.
- Parque Indígena do Xingu Saúde, Cultura e História (org., com BARUZZI, Roberto G). São Paulo: Terra Virgem Editora, 2005.
- Sexo e desigualdade entre os Kamaiurá e os Cinta Larga. São Paulo: Olho d'água, 2002.
- Environment, Poverty And Indians (com LEONEL JÚNIOR, Mauro; MINDLIN, Betty; ANDELLEZING, Henk van). Amsterdan: Novib, 1992
- Antropologia Indígena - Uma Introdução. São Paulo: Educ, 1991.
- O Estado Contra o Índio ( com PAIVA, E.) São Paulo: Programa de Estudos Pós-Graduados em Ciências Sociais PUC-SP, 1985. v. 1. 42 p.
- Antropologia e Indigenismo na América Latina (org. com CARVALHO, E. A.). São Paulo: Cortez, 1981.
- Os Índios de Ipavu - Um estudo sobre a vida do grupo Kaiamurá. São Paulo: Ática, 1979.

### Artigos
Entre os numerosos artigos publicados pela antropóloga, destacam-se:
- "Símbolos e Imagens da Ordem na Comunidade Indígena" . In PASSETTI, E. ; SILVA, R.B.D.  (org.) Conversações Abolicionistas: uma crítica do sistema penal e da sociedade punitiva. São Paulo, IBCCrim, 1997, p. 21-47.
- "Consciencia de si mismos y de outros entre los Kaingang, Kamaiurá y Cinta Larga" in L. Portilla, M. Gutierrez Esteves, G. Gossen e J.J. Klor de Alva (org.), De Palabra y Obra en el Nuevo Mundo, vol. 1, Imagenes Interetnicas, Siglo XXI, Mexico y España, 1992, pp. 443-462.
- "La legislacion brasileña y las poblaciones indigenas en Brasil", em colaboração com Eunice Paiva, in R. Sstavenhagen (org.), Derecho Indigena y Derechos Humanos en America Latina. Mexico, El Colegio de Mexico, 1988, p. 243-269.
- "The Aripuanã Park and the Polonoroeste Programme", em colaboração com Betty Mindlin. Doc. 59, IWGIA, Copenhagen, junho 1987.
- "The Brazilian Indian Minority: Ethnocide and Political Consciousness", Journal of the Anthropological Society of Oxford, vol. XV, nº 3, Michaelmas, 1984, p. 219-234.
- "The Brazilian Indigenous Problem and Policy - The Example of the Xingu National Park". Amazind/IWGIA, nº 13, Copenhagen, 1973.